# Faut pas fâcher
Faut pas fâcher est une série télévisée satirique ivoirienne, populaire en Côte d'Ivoire, et diffusée depuis le début des années 1990 sur la RTI1. Elle traite des problèmes sociaux sérieux et graves par le biais de l’humour. Elle emprunte au théâtre certains codes pour châtier les mœurs par le rire. Le ton peut être sévère comme léger selon la gravité des problèmes. La caricature et la parodie sont utilisées par le réalisateur pour que ceux dont il se moque n’y voient rien de dangereux. La série permet, à travers le rire, de prendre conscience des problèmes de la société.   

## Synopsis
Faut pas fâcher traite des problèmes sociaux, tels que le tribalisme, la corruption, la dégradation des mœurs, le laxisme dans l’administration, les rapports intra et extra conjugaux… La série invite à un changement de comportements à travers une caricature des faits courants de société. 
Produite par la télévision nationale ivoirienne, RTI, Faut pas fâcher est tournée dans la capitale Abidjan et ses banlieues, mais aussi à l’intérieur du pays pour l’exploitation de décors naturels.
Quelle que soit la nature du sujet à développer, l’humour est toujours utilisé afin d’offrir au téléspectateur un regard nouveau sur une réalité commune. Les acteurs, sur la base d’un scénario, campent des rôles empruntés aux citoyens de la vie ordinaire. 
Le succès de cette fiction s’estime au nombre de téléspectateurs qu’elle mobilise devant le petit écran à ses heures de passage.

## Fiche Technique
- Titre : Faut pas fâcher[2]
- Catégorie : Série
- Genre : Comédie caricaturale
- Thème : Satires sociales, changement de comportement
- Volume : 156 épisodes
- Durée : 26 min
- Cible : Tout public
- Production : RTI1
- Réalisateur :  Joseph Naka Epokou
- Origine : Côte d’Ivoire
- Année de production : depuis 1993
- Versions disponibles : Français (janvier 2015)
- En production : 35 épisodes

## Distribution
- Marie-Louise Asseu
- Brigitte Bleu
- Jimmy Danger
- Oméga David
- Zoumana Gbizie
- Adrienne Koutouan